# Ассумпціоністи
Ассумпціоністи, або Конгрегація августинців Внебовзяття (лат. Congregatio Augustinianorum ab Assumptione, AA) — католицька чернеча конгрегація, близька до августинців. Заснована французьким священником Еммануелем д'Альзоном в 1845 році. Названа на честь Внебовзяття Діви Марії (Ассумпціо). Абревіатура — A. A. (лат. Augustiniani Assumptionis; «августинці Внебовзяття»).

## Історія
Конгрегація була заснована отцем Еммануелем д'Альзоном (1810–1880), генеральним вікарієм єпархії Нім, у різдвяний вечір 1845 року. Цей священник, отримав початкову освіту в найбільшій історичній семінарії Монпельє (1832-1833), яку закінчив в Римі. 
Пізніше виступив з низкою сміливих ініціатив у пастирській єпархії Німу при підтримці єпископів Клода Петі Шаффо Бенуа (1822–1835), Жана Франсуа Марі Карт (1837–1855), Клода Анрі Плантер (1855–1875), і Франсуа Ніколя Бессон (1875–1878). Пішов у відставку з поста генерального вікарія у 1878 році після 43 років служби.  Також (спільно з Марією-Євгенією від Ісуса) заснував конгрегацію  для жінок (Сестри Успіння). Зі своїми першим послідовниками він встановив цілі об'єднань: іноземні місії (Австралія, Східна Європа), освіта, преса, паломництва.
Помер 21 листопада 1880 року в Німі і був оголошений преподобним Іваном Павлом II у грудні 1991 року
Схвалені папою Пієм IX в 1864 році. Основними завданнями, на думку її засновника, повинні були стати підтримка християнської освіти і преси, боротьба з галліканізмом і церковним сепаратизмом, протидія секуляризації.
Згодом ассумпціоністи почали організовувати паломництва (Єрусалим, Рим, Лурд), а також займалися підтримкою місій східних обрядів.
З середини XIX століття ассумпціоністи вели освітню та пастирську діяльність серед католиків східних обрядів в Болгарії, Румунії, Туреччині та інших країнах Східної Європи. Ця робота тривала аж до встановлення в Східній Європі комуністичних режимів, що завдало по місіям ассумпціоністів важкого удару.
З початку XX століття ассумпціоністи розширюють свою діяльність по всьому світу. Неабиякою мірою цьому сприяла антиклерикальна спрямованість французького уряду того часу, який прагнув витіснити їх із країни. Втім, до середини XX століття конгрегація відновила свої позиції у Франції.
Конгрегація августинців Внебовзяття отримала своє початкове твердження («Decree of praise») в 1857 році, і її остаточно затвердили в 1864 році, хоча її статут не був остаточно затверджений до 1923 року.
В 1880 році монахами згромадження була заснована католицька газета La Croix, що існує до сьогодні. Також членами згромадження видається кілька теологічних журналів.
У 1900 році, в період сильного антиклерикалізму, з наступною антиліберальною і анти-єврейською пропагандою під час справи Дрейфуса, вони, разом з іншими релігійними школами, була розпущені і вигнані з Франції. Такий поворот подій став приводом для відновлення ордену в ряді країн.
У 1925 році ассумпціоністи поглинаються англійською гілкою Отців св. Едмунда, також відомих як Облатки Пресвятого Серця Ісуса і Непорочного Серця Марії, заснований в 1843 році Домом Муардом.
За даними Annuario Pontificio (2005) число ассумпціоністів складає число трохи менше 1,000 осіб у 125 релігійних громадах.

## Організація
В 2004 році ассумпціоністи налічували 921 монаха (з них 600 священників). Монастирі ордена знаходяться в 26 країнах світу. Ассумпціоністи служать у 123 парафіях.
Керівництво ассумціоністами здійснює генеральний настоятель, який обирається генеральним капітулом на 6 років.
На Генеральному капітулі 2005 року був переобраний преподобний отець Річард Ламуре, американський священник, який був вперше обраним дев'ятим верховним настоятелем в 1999 році, Його помічники: Андре Бромбарт, Еммануель Кахінда, і Хуліо Наварро Роман (генеральний вікарій). Жан-Даніель Гуллунг був обраний генеральним скарбником і Лукас Шуффарт — генеральним секретарем.
На Генеральному Капітулі 2011 року, французький священник, преподобний отець Бенуа Гріс, був обраний 11 травня, щоб закріпити успіх Ламуре, який служив два шестирічні терміни, як 10-й верховний генерал. Новий генерал ордену, лікар, богослов і фахівець з етики, народився в 1958 році в Шані, Франція. Вивчав медицину в Реймсі,
Приєднався до ордену в 1991 році і був висвячений на священника у 1995 році
Монахи живуть за статутом св. Августина.
Головні напрямки діяльності — християнська освіта, преса, боротьба з церковним сепаратизмом і розколами, екуменічна діяльність, організація паломництв.

## Зв'язок з іншими організаціями
Протягом своєї довгої сторії августинці Внебовзяття стали родоначальниками багатьох релігійних організацій. Найголовніші, і найдревніші з них — це:
- Сестри Успіння — засновані в Парижі в 1839 році Марією-Євгенією від Ісуса (Анна-Євгенія Міллерет де Броу, 1817—1898), разом з Теодором Комбалотом та Емануелем д’Альзоном. Сестри засновують коледжи, навчальні центри, клініки, будинки престарілих та дитбудинки
- Сестри Місіонерки Успіння — засновані у Кейптауні (ПАР) в 1852 році матір'ю Марією-Гертрудою Хеннінгсен (1822—1904). Основний рід занять - місіонерська діяльність.
- Облатки Успіння — засновані в Німі в 1865 році отцем Еммануелем д'Альзоном, і матір'ю Емануель-Марією від Співчуття (Марі Коренсон, 1842—1900). Метою організації є місіонерська, екуменічна, благодійна, освітня і соціальна діяльність.
- Малі сестри Успіння — засновані  в Парижі в 1865 році отцем Етьєном Перне,  і матір'ю Марією від Ісуса (в миру Антуанетта Фаге, 1824—1883). Засновані для соціального апостоляту неблагополучних сімей.
- Оранти Успіння — засновані 8 грудня 1896 отцем Франсуа Пікаром (1831—1903), і Ізабель де Клермон-Тоннер (1849 —1921).

Також у XX столітті було засновано багато інших дочірніх організацій (що не обов'язково носять назву «Внебовзяття»)
- Сестри Жанни д'Арк — заснована в 1914 році в Вустері, штат Массачусетс (США) отцем Марі-Климентом Стаубом, Селіною Бенуа для служіння духовенству та парафіяльним міністерствам.
- Servas Obreras Catequistas (S.O.C.) — заснована в Аргентині отцем Жозефом-Марі Моро, (1897—1947) в 1934 році.
- Сестри Хреста — створені в 1939 році в Афінах. Ця конгрегація була заснована отцем Елпіда Яніс Стефану (1896—1978).
- Брати Успіння — засновані в 1951 році в Бені (Демократична Республіка Конго) єпископом Генрі Пірардом (1893—1975). У наш час[коли?] це невелике зібрання.
- Малі Сестри присутності Богоматері — були засновані в 1948 році єпископом Пієрардом як єпархіальний інститут.
- Малі Місіонери Хреста — створені в 1955 році в Боготі.
- Милосердні Сестри Успіння — засновані в результаті розколу від Малих Сестер Успіння в Італії в 1993 році.

У невеликій брошурі під назвою «Походження релігійної сім'ї Внебовзяття», отець П'єр Тувенерауд, А. А. (1926—1979), сформував загальний архів конгрегації, узагальнений в 1972 році у загальне надбання шести окремих галузей ассумпціоністів, що, при повній повазі до їх самостійності і апостольської роботи, свідчить про їх спільну історію, посилену духовною дружбою, підтримкою апостольської церкви, і братерським співробітництвом. Деякі загальні особливості родини Внебовзяття: Христоцентризм (особливий наголос на містичні Втілення і Царство Боже), любов до церкви, центральна ролі Євхаристії, любов до Марії, сильне спільне життя, спільна молитва, роль дослідження. У тій брошурі він також вказує на деякі з труднощів, напругу, випробування і непорозуміння протягом багатьох років, що ставалися між різними членами родини.
Є й інші аспекти: подібність їх статуту, місіонерська прихильність, акцент на деяких людських чеснотах (відкритість, простота, тепло), баланс трьох складових елементів релігійного життя (молитва, співтовариство, і апостольств), акцент на спільну відповідальність у сфері управління, співпраця з мирянами, і важливість міжнародної діяльності.
Тим більше, що у 70-ті роки різні громади родини Успіння виділили в більш наочний спосіб їх спільне походження, і їх схожість духу і життя. Ці зусилля привели до ширшого обміну і спільних програми: в тому числі послушників, зборів молодих членів родии Успіння, щорічних нарад генеральних рад общини, спільних фондів, співпраць рівні провінцій і спільної підготовки двох журналів.

## Духовний напрямок
Кожної епохи були спроби визначити, що саме є характерне для духовності ассумпціоністів, щоправда, зі змішаними результатами. Одна з останніх спроб була опублікована в Римі в 1993 році — як серія статей, зібраних під назвою «Дух Успіння», приссвячених Емануелю д'Альзону. Історично так склалося, що можна сказати про наявність трьох основних шкіл інтерпретації духу і духовності ассумпціоністів. Вони не конкурують, а по суті, доповнюють один одного.

### Інтерпретація августинців
Одне з пояснень походить від відомого вченого августинців, отця Фулберта Кайре (1884—1971), який обґрунтував августинське визначення харизми: ассумпіоністи народилися під впливом августинців, і керовані їхнім йменням, статутом, заснованими ним інституціями (Les Etudes augustiniennes), кількістю посилань на св.Августина у творах засновника (він одного разу написав, що місто Бога повинна бути для ассумпціоністів «різновидом другого одкровення»), і багато авторів-ассумпціоністів, що дотримуються традиції августинців (Кайре, Едгар Бурк, Марсель Нейщ, Гульвен Мадек, Ернест Фортін, Джордж Фолье, Ремі Мунщ і т.д. ). Ця інтерпретація, що грунутується лише на фактах, свідчить про певний борг ассумпціоністів перед августинцями

### Христоцентризм
Притримуючись неперевершеної праці отця Атаназія Сейджа (1896—1971), який всебічно проаналізував праці отця д'Альзона і редагував «Духовні листи» — збірник основних праць засновника, друга інтерпретація має величезну перевагу,зосереджуючи увагу на думки засновника і використовуючи та використовуючи важливі теми його мислення, духовного життя, і його апостольську роботу: Королівство, Містичні Втілення, Христоцентризм, Традиція августинців і вплив на французьку школу духовності (Берюлль, Боссюе, Ольє, і т. д.), який д́'Альзон здійснив разом із матір'ю Марією-Євгенією. Перевага аналізу отця Сейджа походить від його праці над думками засновника — він  показує глибоку Христоцентричну доктрину засновника.

### АспектТрійці
Не ставлячи під сумнів значення попереднього аналізу, третя інтерпретація, яка походить з систематичного богослов'я ассумпціоністів, отець Георгій Тавард (1922—2007), француз, який живе в США, робить акцент на глибоке натхнення Трійцею д'Альзоном у його працях, з'єднаних навколо питань і дій про Святу Трійцю. Цей незаперечний аспект, не заперечує інші аспекти, тому що, з одного боку, д'Альзон перебував під впливом Христоцентричної світогляду (що був притаманний тому часу), і з іншого боку, отець ТАвард більше говорить про д'Альзона, ніж д'Альзон сам про себе.